# مادران دادخواه

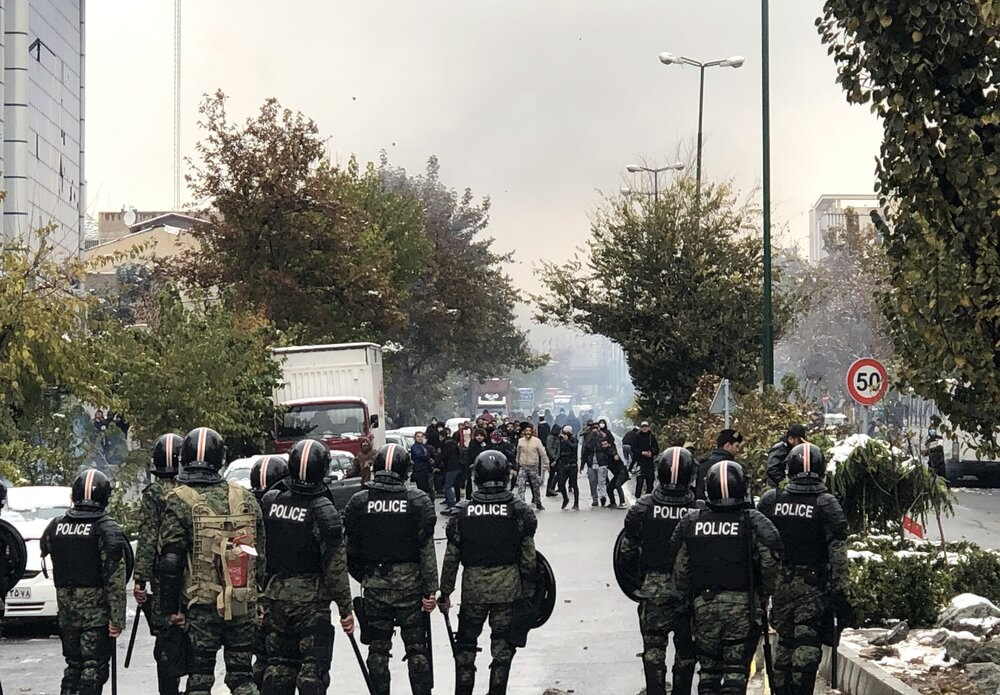
رویارویی یگان ویژه ناجا با معترضان در آبان ۹۸

مادران دادخواه به مادرانی گفته می‌شود که فرزندان‌شان در ایران، در اعتراض‌های گوناگون به دست مأموران جمهوری اسلامی کشته شده‌اند، این زنان، مادران افرادی هستند که عموماً در جریان سرکوب اعتراضات دی ۱۳۹۶، اعتراضات آبان ۱۳۹۸ و خیزش ۱۴۰۱ ایران و سرنگونی هواپیمای مسافربری اوکراین توسط شلیک پدافند هوایی سپاه پاسداران انقلاب اسلامی جان خود را از دست دادند.
همچنین مادران کشته‌شدگان در اعدام زندانیان عقیدتی-سیاسی ایران در تابستان ۱۳۶۷ که به مادران خاوران نیز شهرت دارند و مادران کشته‌شدگان در جریان حوادث پس از انتخابات ریاست‌جمهوری دهم ایران مشهور به مادران پارک لاله و دیگر مادران کشته‌شدگان در دوران ۵ دهه حکومت جمهوری اسلامی از جمله این مادران دادخواه در ایران هستند.

## پیشینه
پیشینه جنبش مادران دادخواه در ایران، عمدتاً به مادران اعدام دسته‌جمعی زندانیان عقیدتی سیاسی ایران در تابستان ۱۳۶۷ بازمی‌گردد. مادرانی که فرزندان‌شان عمدتاً از طیف چپ بودند که به‌طور دست جمعی توسط حکومت جمهوری اسلامی اعدام شدند. آنها در هنگام ملاقات با یکدیگر آشنا شدند و با ارتباطات، هستهٔ مادران خاوران را ایجاد کردند.

## مادران پارک لاله
مادران پارک لاله، به گروهی از زنان گفته می‌شود که فرزندانشان در جریان اعتراضات ۱۳۸۸ به‌دست نیروهای امنیتی کشته شدند. آنها دادخواه فرزندانشان و همچنین علیه جمهوری اسلامی مبارزه می‌کردند و خواستار آزادی زندانیان سیاسی بودند. آنها در پارک لاله تهران گرد هم می‌آمدند که با سرکوب مواجه می‌شد. در تاریخ ۱۹ دی ۱۳۸۸ در جریان یکی از تجمع‌ها، با یورش مأموران ۳۰ تن از مادران بازداشت شدند.

## آبان ۹۸
پس از سرکوب مرگبار اعتراضات آبان ۱۳۹۸ ایران، خانواده‌ها و و مادران قربانیان، با به راه انداختن کارزار اینترنتی، با یکدیگر در فضای مجازی آشنا شدند و مادران آبان را تشکیل دادند. آنها به‌طور علنی برای دادخواهی و علیه جمهوری اسلامی فعالیت می‌کنند. آنها هم مانند دیگر مادران دادخواه، با سرکوب و بازداشت مواجه می‌شوند. از اقدامات آنها می‌توان به تجمع اعتراضی در میدان آزادی تهران برای حمایت از اعتراضات تابستان ۱۴۰۰ ایران اشاره کرد که با ضرب و شتم توسط نیروهای امنیتی و بازداشت همراه شد.

## اقدامات و خواسته

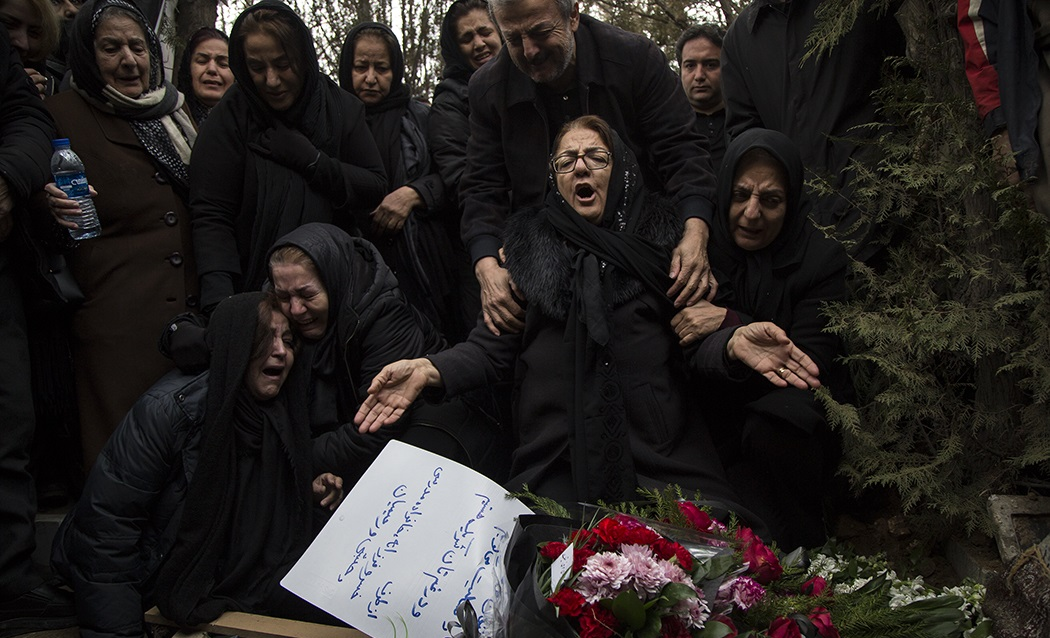
مویه بر مزار یکی از کشته‌شدگان سرنگونی هواپیمای مسافربری اوکراین

این زنان با اعتراض و شرکت در تجمعات مختلف خواستار دادخواهی خون فرزندانشان و شناسایی و محاکمه آمران و عاملان این حوادث خونبار و نیز سرنگونی نظام جمهوری اسلامی ایران هستند.
گوهر عشقی مادر ستار بهشتی، وبلاگ‌نویس ایرانی که در آبان ۱۳۹۱ بر اثر شکنجه در بازداشتگاه کشته شد، از جمله مادران دادخواه است.
او پس از مرگ فرزندش کوشش بسیاری کرد تا قاتل یا قاتلان ستار را به محاکمه بکشاند. وی مرگ پسرش را به موضوعی رسانه‌ای تبدیل کرد و باعث جنجال گسترده‌ای در نظام سیاسی حاکم بر ایران شد.
پس از کشته‌شدن محمد طاهری در اعتراضات آبان ۱۳۹۸، پدر و مادر او از جمله کسانی بودند که بدونِ هراس، به دادخواهی خون فرزند خود اقدام کردند. زینب محمدی مادر وی در آستانه انتخابات ریاست‌جمهوری ایران در خرداد ۱۴۰۰ با انتشار ویدئویی اعلام کرد که رأی او نه به جمهوری اسلامی است. او گفت: «نه می‌بخشیم نه فراموش می‌کنیم»

## بازداشت مادران دادخواه
در روز ۲۲ خرداد ۱۴۰۰، ناهید شیرپیشه مادر پویا بختیاری به همراه نرگس محمدی فعال سیاسی، مادر ابراهیم کتابدار، جعفر عظیم‌زاده و پوران ناظمی که برای دیدار با خانوادهٔ نوید افکاری به شیراز سفر کرده بود، در مقابل زندان عادل‌آباد شیراز بازداشت و پس از چند ساعت آزاد شد.
روز جمعه ۸ مرداد ۱۴۰۰، چند تن از مادران دادخواه پس از تجمع در میدان آزادی تهران و پس از شعار دادن در حمایت از اعتراضات خوزستان بازداشت شده‌اند که ساعاتی بعد آزاد شدند. مادران ابراهیم کتابدار، پژمان قلی‌پور، فرهاد مجدم، سجاد رضایی، میلاد محققی، وحید دامور و خواهر حمید رسولی جزو بازداشت‌شدگان بودند.
آن‌ها با تأکید بر پیگیری حق خود، در شعارهاشان تأکید کرده‌اند که به دنبال سرنگونی جمهوری اسلامی هستند. مادر پژمان قلی‌پور، یکی از جانباختگان اعتراضات آبان ۹۸، گفت: «بسه بردگی بسه، ما نمیگیم از ما حمایت کنید، از خودتون حمایت کنید.»
شماری از مادران و پدران دادخواه و اعضای خانواده‌های معترضان کشته شده شهرهای سنندج، دهگلان و دیواندره که روز جمعه ۱۹ خرداد ۱۴۰۲ برای حضور بر آرامگاه مهسا امینی و دیگر معترضان کشته شده سقز در آرامستان آیچی شهر سقز حضور یافته بودند، هنگام بازگشت به شهرهای خود به شکل دسته‌جمعی بازداشت شدند.